# Agnieszka Pachałko
Agnieszka Pachałko (Inowrocław, 18 dicembre 1973) è una modella polacca incoronata Miss International 1993.
È stata la seconda rappresentante della Polonia a vincere il titolo di Miss International, dopo Agnieszka Kotlarska, vincitrice del titolo due anni prima.